# Divisaderense
El Divisaderense o SALMA Divisaderense (del  inglés South American land mammal ages) es una dudosa edad mamífero de América del Sur, división establecida para definir una escala geológica de tiempo para la fauna de mamíferos sudamericanos. Su validez fue objetada por algunos especialistas. 

## Características
La fauna exhumada de la «formación Divisadero Largo», de la provincia de Mendoza, centro-oeste de la Argentina, sirvió de base para sustentar la «edad-mamífero Divisaderense».
Su límite inferior fue situado en los 42 Ma, mientras que a su límite superior se lo ubicó en los 36 Ma, correspondiendo al Eoceno superior-Oligoceno inferior. Se definió por una fauna única con mezcla de taxones antiguos y más modernos que llevó a ubicarla como un periodo clave entre el Mustersense y el Deseadense.
Su identidad específica ha sido objetada por algunos autores bajo el argumento de que la misma contenía una mezcla de faunas de dos depósitos diferentes, uno más antiguo —probablemente de Casamayorense— (Formación Divisadero Largo), y uno más moderno —Deseadense— (Formación Mariño).

## Sucesión de las edades mamífero de América del Sur
| Predecesor: Mustersense | Divisaderense Edades mamífero de América del Sur | Sucesor: Tinguiririquense |